# 兪作柏
兪 作柏（ゆ さくはく）とは、中華民国の軍人。国民政府（国民革命軍）、新広西派（新桂系）に属した。字は健侯。

## 事跡
1911年（宣統3年）、中国同盟会に加入している。1916年（民国5年）、保定陸軍軍官学校第3期歩兵科を卒業し、当初は旧広西派の林虎に属した。
1925年（民国14年）から李宗仁らの新広西派に転じて旅長に任命されている。1926年（民国15年）3月、中央軍事政治学校南寧分校校長に任命された。また、新広西派による広西統一でも戦功は大きかった。北伐に際しては国民革命軍第7軍第1旅旅長に任じられた。
しかし、李宗仁・白崇禧・黄紹竑らは、兪作柏が親共的で農民運動に同情的なのを見てこれを恐れるようになる。1927年（民国16年）2月、兪作柏を広西省政府委員兼農工庁長に左遷して、その兵権を剥奪した。さらに、同年4月の上海クーデターを契機にして、兪作柏は広西省から追われてしまい、香港へ逃げ込んでいる。
その後、兪作柏は、新広西派打倒を狙う蔣介石の援助を受けるようになった。1929年（民国18年）1月、国民政府首都建設委員会委員に任じられている。そして蔣介石の援助により兪作柏は広西省へ帰還を図り、反蔣戦争を起こした李宗仁・白崇禧・黄紹竑ら新広西派指導者たちを駆逐した。6月、広西省政府主席に任じられている。
わずか3カ月後の9月、兪作柏は汪兆銘（汪精衛）・陳公博と連合し、反蔣を宣言して護党救国軍南路司令を自称した。しかし、呂煥炎ら部下の軍人たちが蔣介石を支持して兪作柏に背く。呂煥炎らは蔣介石が派遣した粤軍（広東軍）と連合して攻撃してきたため、兪作柏は敗北、下野した。
1936年（民国25年）12月、国民政府から陸軍少将の位を授与され、国民革命軍に復帰する。日中戦争（抗日戦争）に際しては、第3戦区忠義救国軍中将司令となる。また、軍事委員会参議、軍事委員会調査統計局設計委員も歴任した。
1946年（民国35年）、陸軍中将の位を授与されたが、まもなく再び下野し、以後商売で生活を立てている。一時は香港へも移住した。中華人民共和国成立後の1956年に広州入りする。以後、広東省政治協商会議委員、広東省人民政府参事を歴任した。
1959年、広州にて病没。享年73。